# SAORI ON STAGE
『SAORI ON STAGE』（サオリ・オン・ステージ）は、南沙織通算2枚目のライヴ・アルバム。1977年12月5日発売。発売元はCBSソニー。

## 解説
- LP帯コピー：ポップ&メロウ、シンシアの新しい世界
- 南沙織のコンサート「Hello!Cynthia '77」の、1977年9月6日・東京芝郵便貯金ホール公演を実況録音した作品となる。
- 洋楽のカヴァー・ソングを中心に収録された。
- 「街角のラブソング」と「SAORI HIT MEDLEY」は本アルバム完全CD化に先駆けて、2000年6月7日発売の30周年記念CD-BOX『CYNTHIA ANTHOLOGY』でデジタル・リマスタリングされて収録（CD化）された。
- LPで発売された後、およそ30年ぶりとなる2005年にソニーミュージックのインターネット・サイト「Sony Music Shop」復刻盤シリーズ "オーダーメイドファクトリー" の1枚としてCD化された。受注生産であるため、2013年2月現在は入手困難となっている。
- 本アルバムと同時に、17thアルバム『Hello!Cynthia』（1977.8.21）も一緒にCD化が実現した。『Hello!Cynthia』は、2006年6月14日発売の35周年記念CD-BOX『Cynthia Premium』で紙ジャケット化もされている。
- ソニーレコード所属の女性アイドルが、同様タイトルのライヴ盤をリリースしている。例として、"新三人娘" と呼ばれた同期生・天地真理の『天地真理オン・ステージ』（1974.12.10）、山口百恵の『MOMOE ON STAGE』（1976.10.21）がある。

## 収録曲
- 全編曲：?

1. Overture
  - 作曲：?
2. ダンシング・クイーン（原題: Dancing Queen）
  - 作詞・作曲：Benny Andersson・Stig Anderson・Björn Ulvaeus
  - オリジナル歌唱：ABBA
3. 恋の魔法使い（原題: You Make Me Feel Like Dancing）
  - 作詞・作曲：Leo Sayer・Vini Poncia
  - オリジナル歌唱：Leo Sayer
4. ストップ! イン・ザ・ネーム・オブ・ラブ（原題: Stop! In The Name Of Love）
  - 作詞・作曲：Holland-Dozier-Holland
  - オリジナル歌唱：Diana Ross & the Supremes
5. 街角のラブソング
6. SAORI HIT MEDLEY
  - 17才
  - I Believe In Music
  - 哀愁のページ
  - A Song For You
  - 色づく街
  - I Believe In Music
  - 早春の港
  - I Believe In Music
  - 人恋しくて
    - 「I Believe In Music」 - 作詞・作曲・オリジナル歌唱：Mac Davis
    - 「A Song For You」 - 作詞・作曲・オリジナル歌唱：Leon Russel
7. Janis Ian Medley
  - 恋は盲目（原題: Love Is Blind）
  - Aftertones
    - 作詞・作曲・オリジナル歌唱：Janis Ian
8. あの娘はアイドル（原題: She'd Rather Be With Me）
  - 作詞・作曲：Garry Bonner・Alan Gordon
  - オリジナル歌唱：The Turtles
9. 恋のフィーリング（原題: Feelings）
  - 作詞・作曲：Morris Albert
10. 帰ってほしいの（原題: I Want You Back）
  - 作詞・作曲：The Corporation
  - オリジナル歌唱：The Jackson 5
11. 歌の贈りもの（原題: I Write The Songs）
  - 作詞・作曲：Bruce Johnston
  - オリジナル歌唱：Barry Manilow
12. この恋に生きて（原題: It Must Be Him）
  - 作詞・作曲：Gilbert Bécaud、英語詞：Mack David
  - オリジナル歌唱：Gilbert Bécaud、Vikki Carr、etc.

- 特記以外の作詞・作曲者はリンク先を参照されたい。

## 関連人物
- ABBA
- ジャニス・イアン
- シュプリームス
- ジャクソン5
- レオン・ラッセル
- バリー・マニロウ
- ジルベール・ベコー